# Хладнокрвно убиство
Хладнокрвно убиство је књига аутора Трумана Капотеа, објављена 1966. година.
Књига описује појединости бруталног вишеструког убиства четворо чланова породице Клатер, које се десило 1959. године у градићу Холкомбу, у Канзасу, у САД. Када је Капоте сазнао за убиство, док убице још увијек нису биле ухваћене, одлучио је да отпутује у Канзас како би писао о том злочину. Са собом је повео пријатељицу из дјетињства, такође писца Харпер Ли. Заједно су разговарали са локалним становницима и истражитељима који су распоређени на тај случај, и заједно су написали хиљаде страница биљешки. Убице, Ричард „Дик“ Хикок и Пери Смит, ухапшени су недуго након убиства, а Капоте је на крају провео шест година у раду на тој књизи. Књига се сматра почетком стила који се назива non-fiction роман и претходницом покрета Ново новинарство.
Радња књиге плете сложену психолошку причу о двојици бивших затвореника пуштених на условну слободу који заједно почине вишеструко убиство, чин за који не би били у стању да га изведу појединачно. Капотеова књига описује и појединости из живота жртава, као и утицај који је злочин имао на локално становништво. Велики дио приче укључује динамичан психолошки однос двојице преступника који врхунац достиже тим бесмисленим злочином.

## Адаптације
Књига, али и Капотеов рад на књизи, били су надахнуће за неколико филмова:
- Хладнокрвно убиство (филм, 1967)
- Хладнокрвно убиство (мини-серија, 1996)
- Капоте (филм, 2005)
- (филм, 2006)

Рок група Smoking Popes је у свом албуму Stay Down из 2008. године укључила и пјесму "The Corner", која је у потпуности заснована на радњи из књиге.